# Vyšný Skálnik

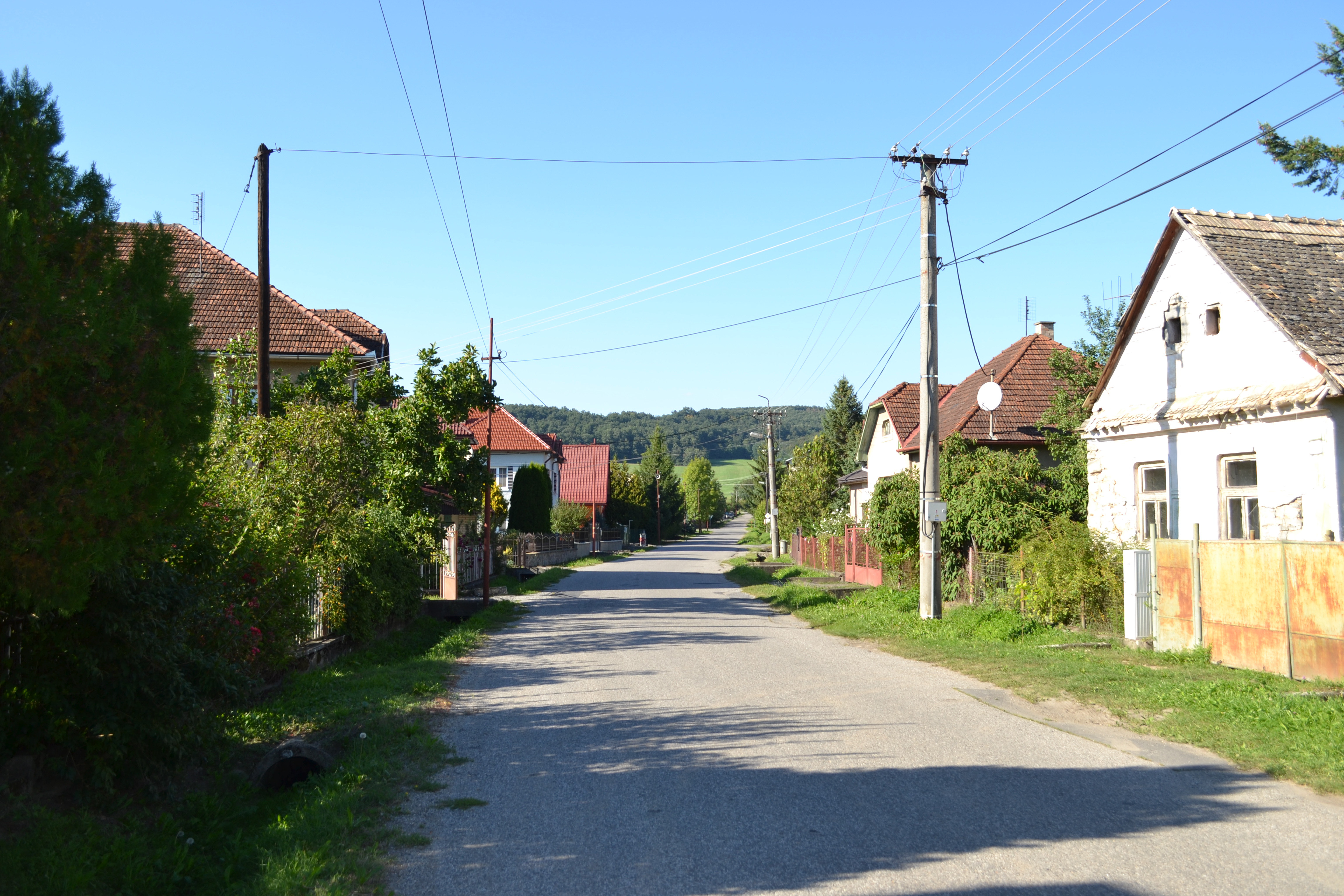
Vyšný Skálnik (2016)

Vyšný Skálnik (bis 1927 slowakisch auch „Skálnok“; ungarisch Felsősziklás – bis 1907 Felsőszkálnok) ist eine Gemeinde in der Mitte der Slowakei mit 145 Einwohnern (Stand 31. Dezember 2024), die im Okres Rimavská Sobota, einem Kreis des Banskobystrický kraj, liegt und zur Landschaft Gemer gezählt wird.

## Geographie
Die Gemeinde befindet sich am Südrand des Slowakischen Erzgebirges, genauer am Südrand dessen Untereinheit Revúcka vrchovina im Tal der Rimava. Das Ortszentrum liegt auf einer Höhe von 243 m n.m. und ist 12 Kilometer von Rimavská Sobota entfernt.
Nachbargemeinden sind Rimavské Zalužany und Kraskovo im Norden, Nižný Skálnik im Osten und Süden, Hrachovo im Westen und Kociha im Nordwesten.

## Geschichte
Der Ort entstand im 14. Jahrhundert durch Ausgliederung aus dem benachbarten Nižný Skálnik und wurde zum ersten Mal 1334 als Zkalnuk schriftlich erwähnt. 1456 waren beide Orte gemeinsam als Zkalnok utraque bekannt. Die Gutsbesitzer von Ožďany übten jahrhundertelang Lehnsherrschaft aus. 1828 zählte man 30 Häuser und 222 Einwohner, die unter anderem als Fuhrmänner, Hausierer und Töpfer beschäftigt waren. Im 19. Jahrhundert gab es beim Ort einen Marmorsteinbruch.
Bis 1918/1919 gehörte der im Komitat Gemer und Kleinhont liegende Ort zum Königreich Ungarn und kam danach zur Tschechoslowakei beziehungsweise heute Slowakei.

## Bevölkerung
| Jahr                | 1994 | 2004    | 2014    | 2024    |
| ------------------- | ---- | ------- | ------- | ------- |
| Anzahl der Personen | 149  | 152     | 147     | 145     |
| Unterschied         |      | +2,01 % | −3,28 % | −1,36 % |

| Jahr                | 2023 | 2024    |
| ------------------- | ---- | ------- |
| Anzahl der Personen | 144  | 145     |
| Unterschied         |      | +0,69 % |

Gemäß der Volkszählung 2011 wohnten in Vyšný Skálnik 155 Einwohner, davon 148 Slowaken und ein Tscheche. Sechs Einwohner machten keine Angabe zur Ethnie.
101 Einwohner bekannten sich zur römisch-katholischen Kirche, 22 Einwohner zur Evangelischen Kirche A. B. sowie jeweils ein Einwohner zu den Zeugen Jehovas und zur griechisch-katholischen Kirche. 20 Einwohner waren konfessionslos und bei 10 Einwohnern wurde die Konfession nicht ermittelt.

## Bauwerke und Denkmäler
- Gedenkhaus und Gedenktafel für Ján Botto

## Söhne und Töchter der Gemeinde
- Ján Botto (1829–1881), Dichter